# Speedy (DC Comics)
Speedy is de naam van twee personages uit de strips van DC Comics. Beiden zijn/waren helpers van de superheld Green Arrow (a.k.a. Oliver Queen).

## Roy Harper
De originele Speedy was Roy Harper, jr. Hij maakte zijn debuut in More Fun Comics #73 (november 1941). Hij was de zoon van Roy Harper, een boswachter die was omgekomen bij het redden van een Navajo-medicijnman genaamd "Brave Bow". Brave Bow voedde Roy op en leerde hem boogschieten.
Roy deed op jonge leeftijd mee aan een boogschutterstoernooi waar Green Arrow een van de juryleden was. Hij hielp Green Arrow een inbreker te verslaan. Green Arrow was onder de indruk en na de dood van Brave Bow bood hij Roy aan zijn helper te worden. Die accepteerde dit aanbod meteen.
Harper was een van de oprichters van de Teen Titans.
Op latere leeftijd ging Roy voor zichzelf werken. Hij werd lid van de Justice League en nam de naam Red Arrow aan.

## Mia Dearden
Mia Dearden werd geïntroduceerd in Green Arrow (Vol. 3) #2 in 2001. Mia was een tiener die was weggelopen van huis vanwege haar gewelddadige vader. Ze werd op straat gevonden door Oliver Queen. Ze liet zich trainen in de kunst van het boogschieten door Conner Hawke en probeerde meerdere malen Green Arrows nieuwe helper te worden. Aanvankelijk weigerde hij, maar stemde uiteindelijk toe.

## Krachten en vaardigheden
Beide Speedy’s zijn net als Green Arrow meesters in het boogschieten. Tevens beschikken ze over een groot arsenaal aan trucagepijlen. Daarnaast is Speedy getraind in andere gevechtsvormen zoals judo, kickboksen en karate.

## In andere media
- Speedy maakte zijn debuut buiten de strips in een aflevering van The Superman/Aquaman Hour of Adventure.
- Speedy was een regelmatig terugkerend personage in de animatieserie Teen Titans, waarin zijn stem werd gedaan door Mike Erwin. Hoewel zijn echte naam niet werd gegeven, was deze Speedy duidelijk gebaseerd op de Roy Harper versie.
- Speedy had een gastoptreden in de serie Justice League Unlimited, in de aflevering "Patriot Act".